# 2331 Parvulesco
A 2331 Parvulesco (ideiglenes jelöléssel 1936 EA) a Naprendszer kisbolygóövében található aszteroida. Eugene Joseph Delporte fedezte fel 1936. március 12-én.